# Глориа (певачица)
Весна Благојевић, познатија под псеудонимом Глориа, је српска поп певачица популарна крајем деведесетих година. Издала је четири музичка албума пре него што се повукла са музичке сцене. Има две ћерке Лару и Елену и супруга Владимира. 

## Дискографија

### Албуми
- Не окрећи се (1996, ЗАМ)
- Теби је суђено (1997, ЗАМ, Раглас рекордс)
- Другачија (1998, Сити Рекордс)
- Судбина (2003, Сити Рекордс)[2]

### Синглови
- Дај ми руке (1996)
- Волећу те ја (1996)
- Ја сам лажљива (1997)
- Дар са неба (1999)
- Небо моје (2000)
- Врати ми сећања (2001)
- Изгубићу главу (2003)